# Русский архив
«Ру́сский архи́в» («Русскій Архивъ») — историко-литературный журнал, издававшийся в Москве с января 1863 по 1917 год, сначала ежемесячно, с 1880 по 1884 год раз в два месяца, затем снова ежемесячно. Основан П. И. Бартеневым по замыслу А. С. Хомякова для всестороннего освещения истории России.
Содержал преимущественно публикации неизданных мемуарных, эпистолярных, литературно-художественных и ведомственных документальных материалов, освещавших культурную и политическую историю русского дворянства в XVIII и XIX вв. Предпочтение отдавалось эпохам царствований Екатерины Великой и Александра I, большое количество материалов литературно-биографического характера было посвящено жизни и творчеству А. С. Пушкина и времени расцвета дворянской литературно-художественной культуры.
В 1990 году в издательстве «Столица» начало выходить одноимённое издание историко-литературной тематики.

## Содержание
В течение 1863—1872 годов «Русский архив» издавался при Чертковской библиотеке, которой в то время заведовал П. И. Бартенев, напечатавший три отделения её каталога в виде приложений к «Русскому архиву» 1863—1868 гг.
Первые годы издания «Русского архива» были очень богаты библиографическими работами, составленными самим Бартеневым или под его непосредственным руководством; так, к журналу были приложены в 1863 году указатель главных статей «Русского вестника» 1856—1862 гг. и полный указатель «Русской беседы» и «Московских сборников» 1846—1860 гг.; в 1864 году — указатели к запискам Храповицкого и к «Библиографическим запискам» 1858—1861 гг.; в 1866 году — указатель к изданиям московского Общества истории и древностей за 1815—1865 гг.
Кроме дневников, воспоминаний и записок, «Русский архив» публиковал огромное число документов, деловых бумаг и писем, авторы которых работали на самых различных поприщах — государственном, общественном, научном, литературном. Из указателя к журналу видно, что число лиц, которых касается собранный в журнале материал, уже к 1892 году доходило до 2500. К «Русскому архиву» иногда прилагались портреты выдающихся деятелей и перепечатки редких книг. В качестве дополнений публиковались сборники документов «Осмнадцатый век» (4 книги, 1868-1869) и «Девятнадцатый век» (2 книги, 1872).
В числе авторов статей и заметок, написанных для «Русского архива», и примечаний, сопровождающих помещённые в нём материалы, кроме самого редактора, примечательны Г. Ф. Аммон, Н. Б. Анке, Н. П. Барсуков, А. А. Васильчиков, Я. К. Грот, Д. И. Иловайский, М. Н. Лонгинов, Л. Н. Майков, С. А. Соболевский, М. В. Юзефович, П.А. Россиев, и другие.

## Тираж и распространение

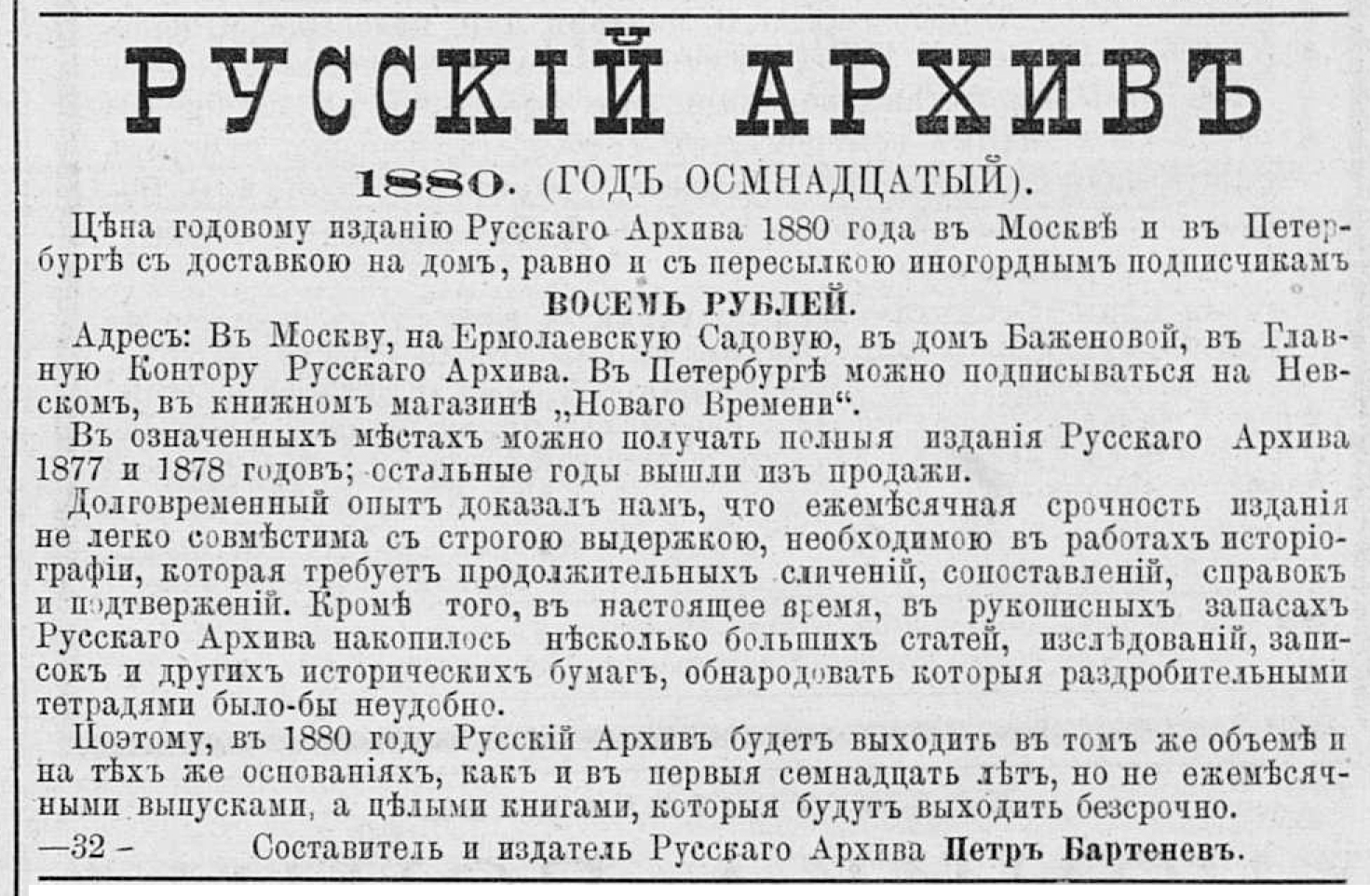
Реклама журнала, 1880 год

В начале 1870-х годов состоялось распоряжение, в силу которого периодические издания могли цитировать текст из «Русского архива» и «Русской старины» только на свой страх и риск, то есть они могли навлечь на себя административную кару даже в тех случаях, когда цитируемый текст из «Русского архива» и «Русской старины» прошёл цензуру беспрепятственно.
Несмотря на богатство содержания «Русского архива», он имел весьма ограниченное распространение. В 1863 г. разошлось всего 280 экз., в 1864 г. — 401 экз. (в том числе 93 бесплатных), в 1865 г. — 601 экз.; в 1866 г. число подписчиков достигло 1000 с небольшим и около этого числа подписка колебалась до 1892 г., не превышая 1300 человек. К «Русскому архиву» неоднократно издавались «Росписи содержания» — за 5, 10, 15, 20 и 30 лет; последняя впервые вышла с алфавитным указателем и была издана отдельно за 1863—1892 гг. в 1894 г.
«Русский архив» содержал много ценных материалов по истории общественной мысли и общественного движения (особенно по славянофильству), литературы, быта и нравов русского общества. По числу опубликованных источников «Русский архив» стоит на первом месте среди русских исторических журналов. Последняя роспись содержания вышла за 1863—1908 гг (за 45 лет).
К 2012 году все номера журнала были оцифрованы и выложены порталом «Руниверс» для свободного доступа.

## Важнейшие публикации
- записки графа Бассевича, относящиеся к 1713—1725 гг. (1865);
- записки Юста Юля, датского посланника при Петре Великом (1892);
- записки стольника П. А. Толстого о путешествии за границу в 1697—1699 гг. (1888);
- записки Ф. Х. Вебера о Петре Великом и о его преобразованиях (1872);
- записки Г. С. Винского о царствовании Екатерины II (1877);
- записки М. И. Антоновского о московском университете при Екатерине II и о создании Императорской публичной библиотеки (1885);
- записки графа А. И. Рибопьера, относящиеся к концу царствования Екатерины II и к царствованию Павла I (1877);
- записки Н. С. Ильинского о событиях, относящихся ко времени царствования Павла I (1879);
- записки графини Эдлинг о времени царствования Александра I (1887);
- записки графа Рошешуара о турецкой войне 1806—1812 гг., об Отечественной войне и последующих событиях (1890);
- записки Ипполита Оже о пребывании русских в Париже в 1814 г. (1877);
- записки Н. Н. Муравьева-Карского о военных событиях 1811—1815 гг. (1885—1886), о действиях русских на Кавказе в 1816—1825 гг. (1886—1888), о войне с Персией в 1826—1827 гг. (1889 и 1891);
- записки и письма декабристов (во многих книжках «Русского архива» различных годов);
- воспоминания Л. Ф. Львова, относящиеся к 1837—1839 гг. (1885);
- воспоминания генерала Г. Д. Щербачёва о военных событиях (1890);
- воспоминания графа М. В. Толстого, относящиеся ко времени Николая I (1881);
- записки сенатора К. Н. Лебедева о Москве в последние годы николаевского царствования (1888—1889);
- записки Н. А. Решетова, характеризующие провинциальное общество и администрацию николаевских времён (1885—1887);
- воспоминания А. Н. Андреева о давних встречах (в николаевское время), по преимуществу с артистами и писателями (1890);
- воспоминания графини А. Д. Блудовой, относящиеся к 1830—1831 гг. (1872—1875, 1878—1879, 1889);
- записки польского епископа Буткевича о событиях в Польше во времена Николая I (1876);
- воспоминания Г. И. Филипсона о военных действиях на Кавказе в 1830-х годах (1883—1884);
- воспоминания А. М. Фадеева, относящиеся к 1840-м, 1850-м и 1860-м годам (1891);
- дорожные письма С. А. Юрьевича во время путешествия по России с наследником цесаревичем Александром Николаевичем в 1837 г. (1887);
- воспоминания барона А. П. Николаи о крестьянской реформе на Кавказе (1892);
- записки Н. В. Берга о польских восстаниях с 1831 г. (1870—1873);
- кавказские воспоминания А. Л. Зиссермана, относящиеся к 1856—1857 гг. (1884—1885);
- выдержки из старых бумаг Остафьевского архива князя П. А. Вяземского, относящиеся к 1813—1815 гг. (1866, 1868, 1872—1877).

Более обширные мемуары помещались иногда в особых приложениях: таковы, например, записная книжка графа П. X. Граббе 1828—1835, 1839, 1844, 1846—1849 гг. (1888 и 1889) и записки С. П. Жихарева (1890 и 1891).